# Patrick Grundy
Pour les articles homonymes, voir Grundy.
Patrick Michael Grundy (né le 16 novembre 1917 à Yarmouth (île de Wight) et mort le 4 novembre 1959) est un mathématicien britannique.

## Biographie
Grundy est élève au Malvern College (en) grâce à une bourse et il y obtient trois prix en mathématiques. À partir de 1936, il étudie les mathématiques à l'Université de Cambridge (au Clare College) ; il obtient les notes maximales dans la deuxième partie du Tripos et une distinction dans la troisième partie. Il devient ensuite étudiant chercheur en géométrie algébrique et algèbre commutative avec William Vallance Douglas Hodge en 1939. En 1941, il reçoit le prix Smith pour un article On the theory of R-Modules, et son premier article dans ce domaine A generalisation of additive ideal theory, est publié l'année suivante. En 1942, il devient membre de la London Mathematical Society et en 1943 Assistant Lecturer à l'Université de Hull. Il quitte ce poste en 1944. En 1945, il obtient son doctorat à Cambridge.
Après la Seconde Guerre mondiale, il se tourne vers la statistique qu'il apprend à la Rothamsted Experimental Station  grâce à une bourse du ministère britannique de l'Agriculture. Il obtient son diplôme en 1949, puis y est engagé en tant que Experimental Officer et promu Senior Experimental Officer en 1951. De 1954 à 1958, il est statisticien au National Institute for Educational Research. L'année avant sa mort, il fait partie du groupe de recherche en biométrie à Oxford, mais il quitte ce poste à cause de sa mauvaise santé. Il se marie début 1959. Il meurt accidentellement début novembre 1959.

## Contributions
Grundy est connu pour ses contributions à la théorie des jeux combinatoires. En 1939, il a prouvé, indépendamment de Roland Sprague, un résultat qui est appelé ultérieurement le théorème de Sprague-Grundy. Son premier article, Mathematics and Games est publié pour la première fois dans le magazine de la Cambridge University Mathematical Society, Eureka en 1939 et est réédité par le même journal en 1964. Les principaux résultats de cet article ont été découverts indépendamment par Roland Sprague, et avaient déjà été publiés par ce dernier en 1935. L'idée principale est celle d'une fonction qui attribue un nombre naturel à chaque position d'une classe de jeux combinatoires, maintenant appelés jeux impartiaux, et qui aide à identifier des positions gagnantes et perdantes, et des coups gagnants à partir des premières. Le nombre attribué à une position par cette fonction est appelé nombre de Grundy, et la fonction elle-même est appelée fonction de Sprague-Grundy, en l'honneur de ses découvreurs. Un ouvrage traitant de la théorie des jeux combinatoires couvre en général les résultats de Sprague et Grundy sous une forme ou une autre. Des exemples sont Berlekamp et al., Conway (1991), Siegel (2013), ou Smith (2015). Deux théorèmes portent le nom de théorème de Sprague–Grundy. Le nombre de Grundy intervient aussi dans la coloration gloutonne de graphes.
En statistique, l'un de ses articles statistiques influents est Economic choice of the amount of experimentation, avec M. J. R. Healy et  D. H. Rees. GrundyHealyRees1956

## Publications
Cette liste de publications est extraite de la nécrologie de Smith. C'est, au premier article près, la même que celle de Goddard.
- Patrick M. Grundy, « Mathematics and games », Eureka, vol. 2,‎ 1939, p. 6–8
- Patrick M. Grundy, « A generalisation of additive ideal theory », Proceedings of the Cambridge Philosophical Society, vol. 38, no 3,‎ 1942, p. 241–79 (DOI 10.1017/s0305004100021940)
- Patrick M. Grundy, R. S. Scorer et Cedric A. B. Smith, « Some binary games », Mathematical Gazette, vol. 28, no 280,‎ 1944, p. 96–103 (DOI 10.2307/3606393, JSTOR 3606393)
- Patrick M. Grundy, « On integrally dependent Integral domains », Philosophical Transactions of the Royal Society of London, vol. 240, no 819,‎ 1947, p. 295–326 (DOI 10.1098/rsta.1947.0004 )
- Patrick M. Grundy et Michael J. R. Healy, « Restricted randomization and quasi-latin squares », Journal of the Royal Statistical Society, Series B, vol. 12,‎ 1950, p. 286–91
- Patrick M. Grundy, « The estimation of error in rectangular lattices », Biometrics, vol. 6, no 1,‎ 1950, p. 25–33 (DOI 10.2307/3001421, JSTOR 3001421)
- Patrick M. Grundy, « A general technique for the analysis of experiments with incorrectly treated plots », Journal of the Royal Statistical Society, Series B, vol. 13,‎ 1951, p. 272–83
- Patrick M. Grundy, « The expected frequencies in a sample of an animal population in which the abundances of species are log-normally distributed (Part I) », Biometrika, vol. 38, nos 3–4,‎ 1951, p. 427–34 (DOI 10.1093/biomet/38.3-4.427)
- Patrick M. Grundy, « The fitting of grouped truncated and grouped censored distributions », Biometrika, vol. 39, nos 3/4,‎ 1952, p. 252–9 (DOI 10.2307/2334022)
- Patrick M. Grundy et Frank Yates, « Selection without replacement from within strata with probability proportional to size », Journal of the Royal Statistical Society, Series B, vol. 15,‎ 1953, p. 253–61
- Patrick M. Grundy et F. B. Leech, « A nomogram for assays in randomized blocks », British Journal of Pharmacology, vol. 8, no 3,‎ 1953, p. 281–5 (DOI 10.1111/j.1476-5381.1953.tb00795.x)
- Patrick M. Grundy, Michael J. Healy et D. H. Rees, « Decision between two alternatives—How many experiments? », Biometrics, vol. 10, no 3,‎ 1954, p. 317–23 (DOI 10.2307/3001588, JSTOR 3001588)
- Patrick M. Grundy, « A method of sampling with probability exactly proportional to size », Journal of the Royal Statistical Society, Series B, vol. 16,‎ 1954, p. 236–8
- Patrick M. Grundy, Michael J. Healy et D. H. Rees, « Economic choice of the amount of experimentation », Journal of the Royal Statistical Society, Series B, vol. 18,‎ 1956, p. 32–49
- Patrick M. Grundy, « Fiducial distributions and prior distributions: an example in which the former cannot be associated with the latter », Journal of the Royal Statistical Society, Series B, vol. 18,‎ 1956, p. 217–21
- Patrick M. Grundy et Cedric A. B. Smith, « Disjunctive games with the last player losing », Proceedings of the Cambridge Philosophical Society, vol. 52, no 3,‎ 1956, p. 527–33 (DOI 10.1017/s0305004100031510)
- Patrick M. Grundy, « Mathematics and games », Eureka, vol. 27,‎ 1964, p. 9–11 (lire en ligne [archive du 27 septembre 2007]). Réimpression de l'article de 1939.

### Nécrologies
- L. S. Goddard, « Patrick Michael Grundy », J. London Math. Soc., vol. Series 1, Vol. 35, no 3,‎ 1960, p. 377–379 (DOI 10.1112/jlms/s1-35.3.377)
- Cedric A. B. Smith, « Patrick Michael Grundy, 1917–1959 », Journal of the Royal Statistical Society, Series A, vol. 123, no 2,‎ 1960, p. 221–222 (lire en ligne)